# Franz Leitner
Franz Leitner (ur. 3 listopada 1968) – austriacki żużlowiec.

## Życiorys
W lidze polskiej wziął udział w 4 meczach i 20 biegach, zdobył 41 punktów i 4 bonusy, co daje średnią biegową 2,250.

## Przynależność klubowa
Polska
- Kolejarz Opole (1992)

## Osiągnięcia
Grand Prix
- 1995 – XXIII miejsce – 6 punktów (jeden start z dziką kartą – XIV miejsce)

Indywidualne Mistrzostwa Austrii
- 1992 – srebrny medal
- 1994 – złoty medal
- 1995 – złoty medal